# Ciclismo Cup 2020
La Ciclismo Cup 2020 è stata la 14ª edizione (la 4ª con la nuova denominazione) della Ciclismo Cup, circuito ciclistico nazionale italiano, organizzato dalla Lega del Ciclismo Professionistico. La manifestazione, inizialmente costituita da 19 prove, si è aperta il 16 febbraio 2020 con il Trofeo Laigueglia e si è conclusa il 20 settembre con il Giro dell'Appennino; a seguito della pandemia di COVID-19, le prove effettivamente svolte furono 12.
Il circuito prevedeva tre classifiche, due individuali (assoluta e giovani Under-25) ed una a squadre, vinte rispettivamente da Diego Ulissi, Andrea Bagioli e dall'UAE Team Emirates.

## Squadre
Le squadre che vi partecipano sono cinque:
- Androni Giocattoli-Sidermec
- Vini Zabù KTM
- Bardiani-CSF-Faizanè

- UAE Team Emirates
- Trek-Segafredo

## Calendario
| Corsa | Data                     | Prova                                   | Cat.  | Vincitore                                                  | Squadra                                                    | Leader della Cl. italiana | Squadra leader della Cl. italiana |
| ----- | ------------------------ | --------------------------------------- | ----- | ---------------------------------------------------------- | ---------------------------------------------------------- | ------------------------- | --------------------------------- |
| 1     | 16 febbraio              | Trofeo Laigueglia (2020)                | 1.Pro | Giulio Ciccone                                             | Italia                                                     | Giulio Ciccone            | Androni Giocattoli-Sidermec       |
|       | 8 marzo                  | GP Industria e Artigianato              | 1.Pro | non disputati a causa della Pandemia di COVID-19 in Italia | non disputati a causa della Pandemia di COVID-19 in Italia | Giulio Ciccone            | Androni Giocattoli-Sidermec       |
|       | 1°-4 aprile              | Giro di Sicilia                         | 2.1   | non disputati a causa della Pandemia di COVID-19 in Italia | non disputati a causa della Pandemia di COVID-19 in Italia | Giulio Ciccone            | Androni Giocattoli-Sidermec       |
|       | 20-24 aprile             | Tour of the Alps                        | 2.Pro | non disputati a causa della Pandemia di COVID-19 in Italia | non disputati a causa della Pandemia di COVID-19 in Italia | Giulio Ciccone            | Androni Giocattoli-Sidermec       |
|       | 14-19 giugno             | Adriatica Ionica Race                   | 2.1   | non disputati a causa della Pandemia di COVID-19 in Italia | non disputati a causa della Pandemia di COVID-19 in Italia | Giulio Ciccone            | Androni Giocattoli-Sidermec       |
| 2     | 3 agosto                 | Gran Trittico Lombardo (2020)           | 1.Pro | Gorka Izagirre                                             | Astana Pro Team                                            | Giulio Ciccone            | Androni Giocattoli-Sidermec       |
| 3     | 5 agosto                 | Milano-Torino (2020)                    | 1.Pro | Arnaud Démare                                              | Groupama-FDJ                                               | Giulio Ciccone            | Androni Giocattoli-Sidermec       |
| 4     | 12 agosto                | Gran Piemonte (2020)                    | 1.Pro | George Bennett                                             | Team Jumbo-Visma                                           | Giulio Ciccone            | UAE Team Emirates                 |
| 5     | 18 agosto                | Giro dell'Emilia (2020)                 | 1.Pro | Aleksandr Vlasov                                           | Astana Pro Team                                            | Giulio Ciccone            | UAE Team Emirates                 |
| 6     | 21 agosto                | Campionato italiano a cronometro (2020) | CN    | Filippo Ganna                                              | Ineos Grenadiers                                           | Diego Ulissi              | UAE Team Emirates                 |
| 6     | 23 agosto                | Campionato italiano in linea (2020)     | CN    | Giacomo Nizzolo                                            | NTT Pro Cycling Team                                       | Diego Ulissi              | UAE Team Emirates                 |
| 7     | 29 agosto                | Trofeo Matteotti (2020)                 | 1.1   | Valerio Conti                                              | UAE Team Emirates                                          | Diego Ulissi              | UAE Team Emirates                 |
| 8     | 30 agosto                | Memorial Marco Pantani (2020)           | 1.1   | Fabio Felline                                              | Astana Pro Team                                            | Diego Ulissi              | UAE Team Emirates                 |
| 9     | 1°-5 settembre           | Settimana di Coppi e Bartali (2020)     | 2.1   | Jhonatan Narváez                                           | Ineos Grenadiers                                           | Diego Ulissi              | UAE Team Emirates                 |
| 10    | 16 settembre             | Giro di Toscana (2020)                  | 1.1   | Fernando Gaviria                                           | UAE Team Emirates                                          | Diego Ulissi              | UAE Team Emirates                 |
| 11    | 17 settembre             | Coppa Sabatini (2020)                   | 1.Pro | Dion Smith                                                 | Mitchelton-Scott                                           | Diego Ulissi              | UAE Team Emirates                 |
| 12    | 20 settembre             | Giro dell'Appennino (2020)              | 1.1   | Ethan Hayter                                               | Ineos Grenadiers                                           | Diego Ulissi              | UAE Team Emirates                 |
|       | 30 settembre             | Coppa Agostoni                          | 1.1   | non disputati a causa della Pandemia di COVID-19 in Italia | non disputati a causa della Pandemia di COVID-19 in Italia | Diego Ulissi              | UAE Team Emirates                 |
|       | 1º ottobre               | Coppa Bernocchi                         | 1.Pro | non disputati a causa della Pandemia di COVID-19 in Italia | non disputati a causa della Pandemia di COVID-19 in Italia | Diego Ulissi              | UAE Team Emirates                 |
|       | 4 ottobre                | GP Bruno Beghelli                       | 1.1   | non disputati a causa della Pandemia di COVID-19 in Italia | non disputati a causa della Pandemia di COVID-19 in Italia | Diego Ulissi              | UAE Team Emirates                 |
|       | 6 ottobre                | Tre Valli Varesine                      | 1.Pro | non disputati a causa della Pandemia di COVID-19 in Italia | non disputati a causa della Pandemia di COVID-19 in Italia | Diego Ulissi              | UAE Team Emirates                 |
|       | 28 ottobre - 1º novembre | Giro di Sardegna                        | 2.1   | non disputati a causa della Pandemia di COVID-19 in Italia | non disputati a causa della Pandemia di COVID-19 in Italia | Diego Ulissi              | UAE Team Emirates                 |

## Classifiche
Classifiche aggiornate al 12 ottobre 2020.
| Pos. | Corridore        | Squadra      | Punti |
| ---- | ---------------- | ------------ | ----- |
| 1    | Diego Ulissi     | UAE          | 191   |
| 2    | Andrea Bagioli   | Deceuninck   | 128   |
| 3    | Jacopo Mosca     | Trek         | 125   |
| 4    | Giulio Ciccone   | Trek         | 106   |
| 5    | Andrea Vendrame  | AG2R         | 106   |
| 6    | Giacomo Nizzolo  | NTT          | 100   |
| 7    | Andrea Pasqualon | Circus-Wanty | 87    |
| 8    | Davide Ballerini | Deceuninck   | 80    |
| 9    | Nicola Conci     | Trek         | 78    |
| 10   | Vincenzo Nibali  | Trek         | 77    |

| Pos. | Corridore Under-25 | Squadra    | Punti |
| ---- | ------------------ | ---------- | ----- |
| 1    | Andrea Bagioli     | Deceuninck | 128   |
| 2    | Nicola Conci       | Trek       | 78    |
| 3    | Simone Velasco     | Gazprom    | 70    |
| 4    | Alessandro Covi    | UAE        | 60    |
| 5    | Lorenzo Rota       | Vini Zabù  | 48    |

| Pos. | Squadra                     | Punti |
| ---- | --------------------------- | ----- |
| 1    | UAE Team Emirates           | 482   |
| 2    | Androni Giocattoli-Sidermec | 304   |
| 3    | Vini Zabù KTM               | 235   |
| 4    | Trek-Segafredo              | 179   |
| 5    | Bardiani-CSF-Faizanè        | 148   |